# Model TCP/IP
Model TCP/IP (ang. Transmission Control Protocol/Internet Protocol) – teoretyczny model warstwowej struktury protokołów komunikacyjnych. Model TCP/IP został stworzony w latach 70. XX wieku w DARPA, aby pomóc w tworzeniu odpornych na atak sieci komputerowych. Potem stał się podstawą struktury Internetu.

## Historia
Protokół internetowy został stworzony przez Agencję Zaawansowanych Projektów Badawczych Departamentu Obrony Stanów Zjednoczonych (DARPA) we wczesnych latach 70. Po utworzeniu pionierskiego projektu ARPANET (pierwsza na świecie sieć rozległa), DARPA rozpoczęła wielokierunkowe prace nad technologiami przesyłu danych.
W 1972 Robert E. Kahn został zatrudniony w DARPA Information Processing Technology Office (Biuro Technologii Przetwarzania Danych), gdzie pracował nad dwoma projektami: satelitarnym przesyłaniu pakietów internetowych oraz radiowym przesyłaniu pakietów internetowych. Dostrzegł wówczas możliwości, jakie kryły się w komunikowaniu się za pomocą tych pakietów. Wiosną 1973 roku Vinton Cerf, który rozwijał pierwotny protokół sieci ARPANET (NCP), dołączył się do Kahna, by wraz z nim pracować nad modelem otwartej architektury łączeniowej i opracowaniem nowego protokołu dla ARPANET.
W lecie 1973 roku Kahn i Cerf opracowali zręby nowego systemu, w którym użyto jednego tylko wspólnego protokołu internetowego. Cerf był też inspirowany przez Huberta Zimmermana i Louisa Pouzina, który stworzył francuską sieć CYCLADES, podobną do amerykańskiej.
Stało się przy tym możliwe połączenie niemalże wszystkich sieci, także nieopartych o TCP/IP, a więc rozwiązano początkowy problem Kahna. Komputer zwany bramą sieciową (później tę nazwę zmieniono na router, by uniknąć nieporozumień w przypadku innych typów bram sieciowych) jest podpięty do każdej z łączonych sieci i dokonuje tłumaczenia pakietów pomiędzy nimi.
Pomysł TCP/IP został znacząco rozwinięty przez grupę Cerfa w Stanford w latach 1973–1974. Ośrodek badawczy firmy Xerox, Xerox PARC, we wczesnych latach badań nad Internetem wyprodukował Uniwersalny Pakiet PARC, posiadających wiele wspólnych cech z TCP/IP. Protokół ten był również bardzo popularny i przez pewien czas koegzystował z TCP/IP.
DARPA następnie rozpoczęła współpracę z BBN Technologies, na Uniwersytecie Stanforda oraz z londyńskim College University, w celu rozwinięcia innych wersji protokołu dla różnych urządzeń. Stworzono cztery wersje protokołu: TCP v1, TCP v2, w wiosnę 1978 roku rozdzieloną wersję TCP v3 i IP v3, a następnie stabilną wersję TCP/IP v4 – standard, który jest stosowany w Internecie do dziś.
W 1975 roku przeprowadzono test komunikacyjny dwóch sieci TCP/IP pomiędzy uniwersytetami Stanforda a College London (UCL). W listopadzie 1977 roku dokonano trójstronnego połączenia na bazie protokołów TCP/IP pomiędzy Stanami Zjednoczonymi, Wielką Brytanią i Norwegią. Pomiędzy 1978 a 1983 rokiem, kilka innych prototypów TCP/IP zostało wynalezionych w centrach naukowych. 1 stycznia 1983 roku ARPANET w całości przełączyła się na TCP/IP.
W marcu 1982 roku Amerykański Departament Obrony uznał protokoły TCP/IP za standard w całej sieci należącej do wojska. W 1985 roku Internet Architecture Board (dawniej Internet Activities Board – techniczne ciało zarządzające Internetem) zorganizowało trzydniowe warsztaty poświęcone TCP/IP dla przemysłu komputerowego, w których wzięło udział 250 przedstawicieli dostawców, promujące protokół i prowadzące do jego coraz szerszego wykorzystania komercyjnego.
9 listopada 2005 roku Kahn i Cerf otrzymali Prezydencki Medal Wolności za ich wkład w kulturę amerykańską.

## Model
Podstawowym założeniem modelu TCP/IP jest podział całego zagadnienia komunikacji sieciowej na szereg współpracujących ze sobą warstw (ang. layers). Każda z nich może być tworzona przez programistów zupełnie niezależnie, jeżeli narzucimy pewne protokoły, według których wymieniają się one informacjami. Założenia modelu TCP/IP są pod względem organizacji warstw zbliżone do modelu OSI. Jednak liczba warstw jest mniejsza i bardziej odzwierciedla prawdziwą strukturę Internetu. Model TCP/IP składa się z czterech warstw.

### Warstwa aplikacji
Warstwa procesowa czy warstwa aplikacji (ang. process layer) to najwyższy poziom, w którym pracują użyteczne dla człowieka aplikacje, takie jak np. serwer WWW czy przeglądarka internetowa. Obejmuje ona zestaw gotowych protokołów, które aplikacje wykorzystują do przesyłania różnego typu informacji w sieci. Wykorzystywane protokoły to m.in.: HTTP, Telnet, FTP, TFTP, SNMP, DNS, SMTP, X Window.

### Warstwa transportowa
Warstwa transportowa (ang. host-to-host layer) gwarantuje pewność przesyłania danych oraz kieruje właściwe informacje do odpowiednich aplikacji. Opiera się to na wykorzystaniu portów określonych dla każdego połączenia. W jednym komputerze może istnieć wiele aplikacji wymieniających dane z tym samym komputerem w sieci i nie nastąpi wymieszanie się przesyłanych przez nie danych. To właśnie ta warstwa nawiązuje i zrywa połączenia między komputerami oraz zapewnia pewność transmisji i przesyłu danych.

### Warstwa Internetu
Warstwa Internetu lub warstwa protokołu internetowego (ang. internet protocol layer) to sedno działania Internetu. W tej warstwie przetwarzane są datagramy posiadające adresy IP. Ustalana jest odpowiednia droga do docelowego komputera w sieci. Niektóre urządzenia sieciowe posiadają tę warstwę jako najwyższą. Są to routery, które zajmują się kierowaniem ruchu w Internecie, bo znają topologię sieci. Proces odnajdywania przez routery właściwej drogi określa się jako trasowanie.

### Warstwa dostępu do sieci
Warstwa dostępu do sieci lub warstwa fizyczna (ang. network access layer) jest najniższą warstwą i to ona zajmuje się przekazywaniem danych przez fizyczne połączenia między urządzeniami sieciowymi. Najczęściej są to karty sieciowe lub modemy. Dodatkowo warstwa ta jest czasami wyposażona w protokoły do dynamicznego określania adresów IP.

## Aplikacje i protokoły
W warstwie transportowej może istnieć wiele protokołów, które współegzystują w jednej sieci. Ich algorytmy powinny być optymalizowane, aby zapewnić:
- niezawodny transfer danych,
- dużą przepustowość,
- krótki czas reakcji.

Niezawodny transfer danych oznacza zapewnienie, że jeżeli tylko istnieje taka możliwość, każdy komunikat dotrze do odbiorcy. Duża przepustowość określa ilość informacji, jaką można przesłać w zadanym czasie. Czas reakcji (ping) musi być jak najmniejszy, co jest niezbędne, aby ograniczyć opóźnienie w komunikacji. W praktyce nie da się pogodzić wszystkich trzech wymogów względem warstwy transportowej. Zwykle poprawa jednego z nich dokonuje się kosztem pozostałych. Aby rozwiązać ten problem w sieciach komputerowych zaprojektowano szereg protokołów warstw transportowych. Projektant tworzący aplikację musi w takiej sytuacji wybrać, który protokół najlepiej sprawdzi się w jego oprogramowaniu oraz sieci.

### Niezawodny transfer danych
Niektóre zastosowania, takie jak poczta elektroniczna, przesyłanie wiadomości błyskawicznych, transfer plików, terminale sieciowe, pobieranie stron internetowych i transakcje finansowe wymagają niezawodnego przesyłania danych, czyli bez utraty danych. Utrata danych pliku lub danych transakcji finansowej może mieć przecież fatalne konsekwencje (w drugim przypadku dla banku lub klienta). Zastosowania tolerujące utratę danych, wśród których najbardziej wyróżniają się media strumieniowe, mogą pozwolić sobie na przepadnięcie określonej ilości danych. W przypadku zastosowań multimedialnych utrata danych może spowodować niewielkie zakłócenia podczas odtwarzania danych obrazu lub dźwięku, które nie wpłyną znacząco na jakość. Wpływ utraty danych na jakość pracy aplikacji i rzeczywista liczba pakietów danych, które mogą przepaść, w dużym stopniu zależy od aplikacji i zastosowanego schematu kodowania.

### Przepustowość
Aby efektywnie działać, niektóre aplikacje muszą być w stanie transmitować dane z określoną szybkością. Jeśli na przykład aplikacja telefonii internetowej koduje głos z szybkością 32 kb/s, z taką samą szybkością musi mieć możliwość przesyłania danych w sieci i dostarczania ich do aplikacji odbiorczej. Jeśli wymagana przepustowość nie jest dostępna, aplikacja zależna od przepustowości będzie zmuszona do kodowania z inną szybkością (i uzyskania przepustowości wystarczającej do kontynuowania procesu) lub powinna przerwać operację, ponieważ np. połowa żądanej przepustowości to zdecydowanie za mało dla tego typu aplikacji. Wiele aktualnie istniejących aplikacji multimedialnych jest zależnych od przepustowości. Jednak aplikacje multimedialne, które powstaną w przyszłości, w celu kodowania z szybkością dostosowaną do aktualnie dostępnej przepustowości mogą stosować adaptacyjne metody kodowania. Aplikacje zależne od przepustowości wymagają określonej przepustowości, natomiast aplikacje elastyczne są w stanie skorzystać z takiej przepustowości, jaka w danej chwili będzie dostępna. Przykładami takich aplikacji są programy pocztowe, służące do przesyłania plików i stron internetowych. Oczywiście im większa przepustowość, tym lepiej.

### Czas reakcji
Ostatnim z wymagań dotyczących aplikacji jest czas. Aby efektywnie funkcjonować, interaktywne zastosowania czasu rzeczywistego, takie jak telefonia internetowa, wirtualne środowiska, telekonferencje i gry dla wielu osób (np. MMO), żądają dostarczania danych w czasie o niewielkim zakresie tolerancji. Przykładowo, wiele z tych zastosowań wymaga, aby opóźnienia międzywęzłowe miały wartość kilkuset milisekund lub mniejszą. Duże opóźnienia w przypadku telefonii internetowej powodują zwykle nienaturalne przerwy w rozmowie. Znaczne opóźnienie między wykonaną czynnością i uzyskaną odpowiedzią (na przykład od innego gracza znajdującego się na drugim końcu połączenia) występujące w przypadku gier dla wielu osób lub w interaktywnym środowisku wirtualnym sprawiają, że aplikacja wydaje się działać nie do końca w czasie rzeczywistym.

## Właściwości
Protokoły te mają następujące cechy charakterystyczne:
- dobrą odtwarzalność po awarii,
- możliwość dodawania nowych sieci bez przerywania pracy istniejących,
- wysoki współczynnik korekcji błędów,
- niezależność od platformy,
- mały stopień obciążenia danych własnymi strukturami,
- dużą wydajność.

Protokoły TCP i IP łącznie zarządzają przepływem większości danych przez sieć. IP odpowiada za przesyłanie dowolnych danych z punktu do punktu i zawiera w sobie na przykład TCP lub UDP. Zadaniem TCP jest:
- uzgadnianie tożsamości (handshake),
- zarządzanie pakietami (które mogą docierać do adresata w innej kolejności niż były wysłane),
- sterowanie przepływem,
- wykrywanie i obsługa błędów.

Para TCP+IP jest stosowana do tzw. transmisji połączeniowej, gdzie zagwarantowany jest przepływ danych dowolnej długości w obydwie strony, lub zwrotne poinformowanie nadawcy o nieusuwalnym błędzie.
Para protokołów UDP+IP jest najczęściej używanym standardem do tzw. transmisji bezpołączeniowej, czyli przesyłania w jedną stronę, bez potwierdzania odbioru, niewielkich paczek danych zwanych datagramami.

## Związek z Internetem
Każdy protokół sieciowy można przyporządkować do określonej warstwy modelu TCP/IP. Pewną szczególną cechą rodziny protokołów TCP/IP używanej w Internecie jest podział protokołów z warstwy aplikacyjnej i połączeniowej. Niektóre protokoły z warstwy aplikacji wykorzystują tylko pewne protokoły z warstwy transportowej.
Protokoły DNS, NTP wykorzystują tylko protokół UDP z warstwy transportowej. Protokoły FTP, SMTP, POP3, SSH, IRC posługują się tylko TCP. Natomiast SMB używa obu protokołów.
Protokół SSL ma szczególną rolę. Może zostać umieszczony pomiędzy każdym połączeniowym protokołem warstwy aplikacji a TCP. Dzięki jego wykorzystaniu dane przesyłane przez aplikacje mogą zostać zaszyfrowane.
Niektóre protokoły z warstwy aplikacji, jak np. SMB nie działają zwykle w Internecie. Są wykorzystane w sieciach lokalnych do udostępniania usług, jak np. zdalne drukarki czy dyski.
W systemie GNU/Linux oraz innych odpowiednikach Uniksa dokładną listę protokołów transportowych można znaleźć w pliku:
```
/etc/protocols,
```

a listę protokołów z warstwy aplikacji w pliku
```
/etc/services.
```

W systemach z rodziny Windows NT, odpowiednie pliki znajdują się w katalogu
```
%WINDIR%\system32\drivers\etc,
```

gdzie %WINDIR% to katalog z systemem, domyślnie C:\Windows.
Od ogólnego modelu TCP/IP są w Internecie wyjątki. Przykładem może być tutaj usługa ping, w której aplikacja wysyła bezpośrednio pakiety ICMP w celu ustalenia jakości połączenia z innym komputerem.

## Implementacja
W dzisiejszych czasach praktycznie każdy system operacyjny posiada domyślnie zainstalowane protokoły TCP/IP.
Istnieje także Lightweight TCP/IP, szerzej znany jako darmowy stos TCP/IP dla systemów wbudowanych, czyli będących integralną częścią obsługiwanego przez nie sprzętu – jest to stos protokołów dla systemów obsługujących zarówno amatorskie, jak i zaawansowane urządzenia, często budowane z wykorzystaniem programowalnych układów FPGA (np. sprzętowe serwery WWW, FTP). Istnieją także proste stosy TCP/IP realizowane całkowicie sprzętowo.